# Ajuntament de Vidreres
L'Ajuntament de Vidreres és l'edifici del govern municipal del municipi de Vidreres (Selva). L'edifici és una obra protegida com a bé cultural d'interès local.

## Descripció
L'edifici es compon de tres cossos separats per murs que actuen com a parets mestres i disposades de manera perpendicular respecte al carrer. A la planta baixa, la part central acull el vestíbul que dibuixa dos arcs separats per una columna, una de les quals dona accés a l'escala que puja al pis noble. A banda i banda hi ha l'espai que acollia les aules de nens i nenes. Al pis principal, orientat a llevant, hi ha el saló de plens, l'habitatge del secretari i la resta està dividit en diverses sales o despatxos. La façana principal està dividida en tres cossos, el central acull l'accés a la planta baixa i a la superior el balcó que es correspon al despatx de l'alcalde amb un balcó de ferro colat. Als costats els finestrals estan agrupats de dos en dos coberts per un guardapols de motllura senzilla. Tant la façana principal com les dues laterals estan coronades per una cornisa suportada per petites mènsules i l'escut amb la data 1894 corona l'edifici.
En la part longitudinal de l'edifici, o en el lateral esquerre, es produeix una similar reproducció dels elements tant en la planta baixa com en el primer pis, amb tres obertures individuals projectades amb guardapols respectivament. En aquest primer pis, s'observa la prolongació del fris i la cornisa, o sigui que aquesta no es limita a la part frontal, sinó que es prolonga en ambdós laterals, però no en la façana posterior. En aquest sector esquerre, està ubicada en el basament de l'edifici, una font de petites dimensions. Remarcar que el sector dret, contempla la mateixa articulació i distribució dels elements que el sector esquerre, amb l'única particularitat que recull el portal d'accés a la biblioteca, la qual es troba compresa per tant en l'espai físic del propi ajuntament. La planta baixa de l'edifici ha tingut diverses funcions, primer va ser escola, després sala de cinema, gimnàs i finalment una part es convertí en la biblioteca municipal i l'altra en Sala de Plens.
Es tracta d'una obra d'estil eclèctic que denota el coneixement per part de l'arquitecte constructor dels corrents estètics del moment. A la demarcació de Girona els arquitectes Martí Sureda Deulovol (1822-90) arquitecte municipal i provincial de Girona i Josep Roca i Bros (1815-77) de Figueres van tenir una gran influència.

## Història
El procés de construcció de l'edifici està descrit a l'estudi de Josep Formiga dedica a Vidreres. L'alcalde i taper Quirze Jordà n'impulsà la construcció i se'n van fer quatre projectes fins que es va aconseguir rebaixar el pressupost a es possibilitats de l'Ajuntament, 17000 pessetes. Els projectes eren obra de l'arquitecte Josep Roig, un segon de Martí Sureda, arquitecte municipal de Girona, hi va haver un tercer projecte de l'arquitecte provincial, Manuel Almeda que finalment presentà un quart projecte encara més senzill que és el que es va construir.
Els plànols i alçats dels quatre projectes que han estat publicats també per Formiga posen de manifest el gust per l'estil eclèctic. Presentaven dues o tres plantes d'alçada i la façana es dividia en tres cossos amb la part central destacada mitjançant pilastres adossades d'ordre gegant. El cos central estava coronat per un frontó triangular o en forma de gablet i havia de ser presidit per un rellotge que va ser eliminat en la realització definitiva.
El 1893 es demana el permís de construcció i l'any següent l'edifici ja estava acabat tal com mostra la data que corona el conjunt. El constructor fou Narcís Mas, conegut com a Camaret, paleta de Girona. El projecte definitiu de l'arquitecte Almeda es basa en el de Sureda però en redueix les mides, ja que de tres pisos d'alçada passa a dos i de 9 obertures passa a tenir-ne cinc.